# گل ۱۴۸

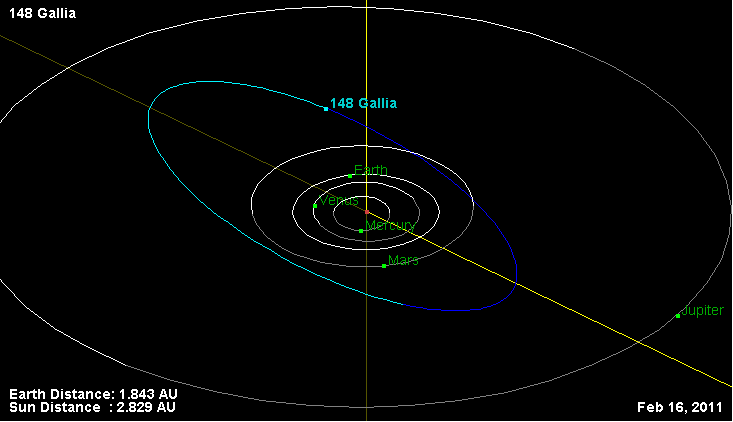
نمایی از محل قرارگیری سیارک گل ۱۴۸ در مدار – ۲۰۱۱

سیارک ۱۴۸ (به انگلیسی: 148 Gallia) صد و چهل و هشتمین سیارک کشف شده‌است که در ۷ اوت ۱۸۷۵ و در پاریس کشف شد.
قدر مطلق سیارک برابر ۷٫۶۳ است.